# Кьосе Кади джамия
Кьосе Кади джамия (на македонска литературна норма: Ќосе Кади Џамија; на албански: Qose Kadi Xhamia; на турски: Köse Kadi Camii) е мюсюлмански храм в Скопие, столицата на Република Македония.
Джамията е разположена в Старата скопска чаршия, непосредствено до Безистена. Няма исторически сведения за датата на изграждането ѝ, но се предполага, че е изградена в XVIII век. Архитектурата на джамията е интересна - на приземието има дюкяни, а молитвеното пространство е на ката, като под него минава улица. Подобни сгради са градени в Османската империя към края на XVIII и през XIX век. През XX век джамията е запусната и служи като магазин. Сградата пострадва тежко при Скопското земетресение от 1963 година. В 1992 година по инициатива на чаршийските еснафи и с пари на Изслямската религиозна общонст в страната започва нейната основна реконструкция, като проектът е на Архитектурния факултет на Скопския университет. Възстановената джамия отваря врати в 1996 година.